# Augustine Herman
Augustine Herman, primer señor de Bohemia Manor (checo: Augustin Heřman, c. 1621-septiembre de 1686) fue un explorador, comerciante y cartógrafo bohemio que vivió en Nueva Ámsterdam y el condado de Cecil, en el estaqdo de Maryland (Estados Unidos). En el empleo de Cecil Calvert, produjo un mapa notablemente preciso de las regiones de las bahías de Chesapeake y de Delaware en América del Norte, a cambio del cual se le permitió establecer una enorme plantación que llamó Bohemia Manor en lo que ahora es sureste del condado de Cecil, en el estado de Maryland. 
Los derechos sobre la tierra en el área que ahora se conoce como St. Augustine, fueron otorgados a Herman por Calvert antes de 1686, pero la familia Herman nunca pudo reclamar adecuadamente el título. 
Los cronistas han escrito el apellido de diversas formas: Herman, Herrman, Harman, Harmans, Heerman, Hermans, Heermans, etc. El propio Augustine Herman solía escribir Herman, que ahora es el estilo aceptado. Agregó con frecuencia "Bohemiensis" ("el bohemio", "el checo"), como sufijo.

## Primeros años de vida
Según la evidencia más confiable, Augustine Herman nació alrededor de 1621 en Mšeno, Reino de Bohemia ; el lugar que él mismo indicó en su último testamento. Nunca se ha establecido la afirmación de que nació en 1605, como hijo de Augustine Ephraim Herman, y Beatrice, la hija de Caspar Redel, ni la creencia de algunos de que pudo haber sido el hijo de Abraham Herman, el párroco evangélico de Mšeno. En consecuencia, las afirmaciones de que su padre era un rico comerciante y concejal de Praga, que murió en 1620 en la Batalla de la Montaña Blanca durante la Guerra de los Treinta Años, siguen siendo rumores.
Herman se formó como topógrafo y era experto en bosquejar y dibujar. También hablaba varios idiomas, incluido el latín, que aplicó con éxito en sus asignaciones diplomáticas con los británicos.

### Historias indocumentadas
Ha habido mucha especulación sobre los primeros años de Herman. Se ha afirmado que hizo un viaje a América del Norte en 1633, cuando supuestamente firmó su nombre al presenciar la compra holandesa de tierras de los nativos americanos Lenape cerca del sitio posterior de Filadelfia. Algunos también afirman que realizó viajes a las Antillas Neerlandesas y Surinam y que afirmó ser "el primer fundador del comercio de tabaco de Virginia", que comenzó en 1612. Todas estas afirmaciones son indocumentadas y altamente cuestionables. El testimonio citado anteriormente puede haber sido una mala traducción del documento holandés original, y todos estos eventos habrían requerido que él haya nacido alrededor de 1605, se haya casado a los 45 años y haya vivido hasta los 80.

## Carrera profesional

### Nueva Holanda
En 1640, trabajando para la Compañía Neerlandesa de las Indias Occidentales, Herman llegó a Nueva Ámsterdam, ahora el Bajo Manhattan en la ciudad de Nueva York. Debido a su fuerte personalidad, pronto se convirtió en un miembro importante de la comunidad holandesa y su comercio. Era agente de la casa mercantil de Peter Gabry e Hijos de Ámsterdam, y era uno de los propietarios de la fragata "La Grace", que se dedicaba al corso contra el comercio español. En sociedad con su cuñado, George Hack, se convirtió en el mayor exportador de tabaco de Estados Unidos. Cambiando pieles y tabaco por vino y esclavos, rápidamente se hizo rico y propietario de una considerable propiedad inmobiliaria, incluida la mayor parte de lo que ahora es Yonkers, en el estado de Nueva York.
En ese momento, era una de las personas más influyentes en Nueva Ámsterdam. Fue elegido en 1647 para formar parte de la junta de los nueve hombres, un cuerpo de ciudadanos prominentes organizado para asesorar y guiar al director de Nuevos Países Bajos. Con el tiempo presidiría esta Junta. Descontento con el liderazgo de Peter Stuyvesant Herman, fue uno de los firmantes de una denuncia, el "Vertoogh", que se envió a Holanda en julio de 1649 "para representar las malas condiciones de este país y orar por una reparación". Stuyvesant no pudo dejar pasar este desafío y procedió a tomar medidas para asegurar la ruina financiera de Herman. En 1653, Herman fue encarcelado brevemente por endeudamiento.
En 1651, en nombre de la provincia, Herman negoció la compra de Staten Island y una gran extensión a lo largo de la costa occidental de Arthur Kill desde lo que ahora es Perth Amboy hasta Elizabeth.
Herman se casó el 10 de diciembre de 1651, mientras estaba en Nueva Ámsterdam. Su esposa era Jannetje Marie Varleth, la hija de Caspar Varleth y Judith Tentenier, de Nueva Ámsterdam. Tuvieron cinco hijos, Ephraim, Casper, Anna, Judith y Francina. Jannetje murió antes de 1665, y algún tiempo después, Herman se volvió a casar, esta vez con Mary Catherine Ward de Maryland.

### Bahía de Delaware
Stuyvesant enviaría a Herman en una misión diplomática a Nueva Inglaterra para resolver las preocupaciones sobre los rumores de una alianza entre los holandeses y los nativos contra los ingleses. De mayor importancia duradera, en 1659 fue enviado a St. Mary's, Maryland con Resolved Waldron para negociar la disputa entre Nuevos Países Bajos y el propietario de Maryland, Cecil Calvert, sobre la propiedad de las tierras en la costa occidental de la Bahía de Delaware, que fueron reclamados por ambas partes.
Herman primero articuló el argumento de que la carta de Calvert solo era válida para tierras que no habían sido colonizadas previamente, y que el asentamiento de Swanendael de corta duración de 1631 (generalmente escrito Zwaanendael), en la actualidad Lewes, Delaware, dio a los holandeses prioridad derechos sobre toda la cuenca del río Delaware. Baltimore rechazó el argumento por completo, pero posteriormente los sucesores ingleses del título holandés, el duque de York y William Penn, lograron defender el caso, lo que finalmente condujo a la existencia separada del estado de Delaware. Independientemente del éxito de las negociaciones, Herman había causado una buena impresión en los Calvert.

### Mansión Bohemia

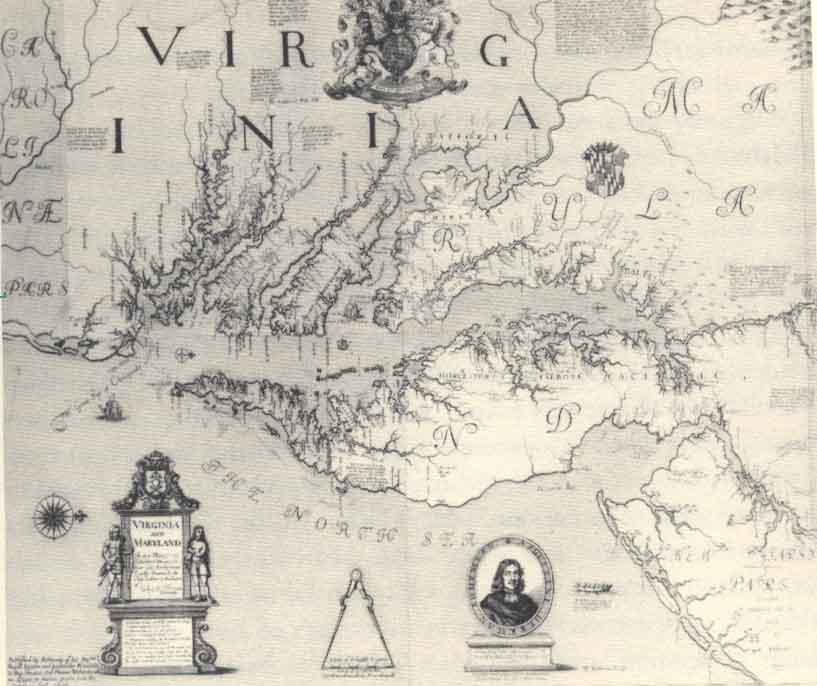
Mapa de Herman de 1670 de Maryland y Virginia

Herman, cansado del conflicto con Stuyvesant y recordando las hermosas tierras que cruzó en la parte superior de la bahía de Chesapeake, se ofreció a presentarle a Calvert un mapa de la región a cambio de una concesión de tierra en el área de su elección. La oferta fue aceptada y la subvención se hizo en septiembre de 1660, por lo que Herman comenzó sus 10 años de trabajo en el mapa. Declaró que, como compensación por sus servicios, Calvert le otorgaría "Tierras para habitar su posteridad y el privilegio de la mansión". Sin perder tiempo, Herman se mudó con su familia a Maryland en 1661.
Herman seleccionó su primera concesión de 4000 acres de tierra y la llamó "Bohemia Manor" en honor a su lugar de nacimiento. Incluía gran parte de la tierra al este del río Elk y al norte del río Bohemia. La casa señorial se construyó en la orilla norte del río bohemia, frente a Hacks Point, y justo al oeste de la actual ruta 213 de Maryland. La propiedad incluía un parque cerrado donde Herman tenía ciervos como mascotas.
Debido a que no era de origen británico, Herman se vio obligado a solicitar la ciudadanía de Maryland mediante un acto de su Asamblea. Su petición, en 1666, tuvo éxito y se convirtió en ciudadano naturalizado de Maryland.
Una vez que completó el mapa de Maryland y Virginia en 1670, se otorgaron subvenciones adicionales. Se hicieron conocidos como "Pequeña Bohemia", al sur del río bohemia, y "St. Augustine Manor", que se extiende hasta el río Delaware entre St. George's Creek y el río Appoquinimink. En total poseía casi 120 km² y se convirtió en uno de los mayores terratenientes de América del Norte. Para un seguro adicional, negoció con éxito un acuerdo para pagar una suma compensatoria por el territorio a los nativos americanos de Susquehannock, que eran dueños de la tierra.
Jasper Danckaerts y Peter Sluyter, emisarios de los pietistas de Frisia, conocidos como labadistas, conocieron a Ephraim George Herman, el hijo de Herman, en Nueva York y él les presentó a su padre en 1679. Inicialmente, Herman no quería otorgarles tierras, solo permitir su asentamiento, pero en 1683, entregó una extensión de 15 km² a ellos por cuestiones legales. El grupo estableció una colonia, pero no tuvo mucho éxito al no crecer más de 100 personas. El asentamiento dejó de existir después de 1720.
Durante el resto de su vida, Herman administró su plantación y disfrutó de la vida de un hacendado rural, participando ocasionalmente en actividades comerciales y deberes oficiales. Fue miembro del consejo del gobernador y juez del condado de Baltimore, que entonces incluía toda la parte superior de la bahía de Chesapeake. En 1674, se creó el condado de Cecil y se construyó el primer palacio de justicia cerca del río Sassafras. En 1678, Herman fue nombrado comisionado de paz del condado de Cecil para tratar con los nativos americanos.

## Muerte
Durante sus últimos años, Herman quedó discapacitado por parálisis y, según una fuente, por una "esposa distraída". Tenía 65 años cuando murió en septiembre de 1686 en Bohemia Manor en el condado de Cecil y está enterrado allí.

## Legado

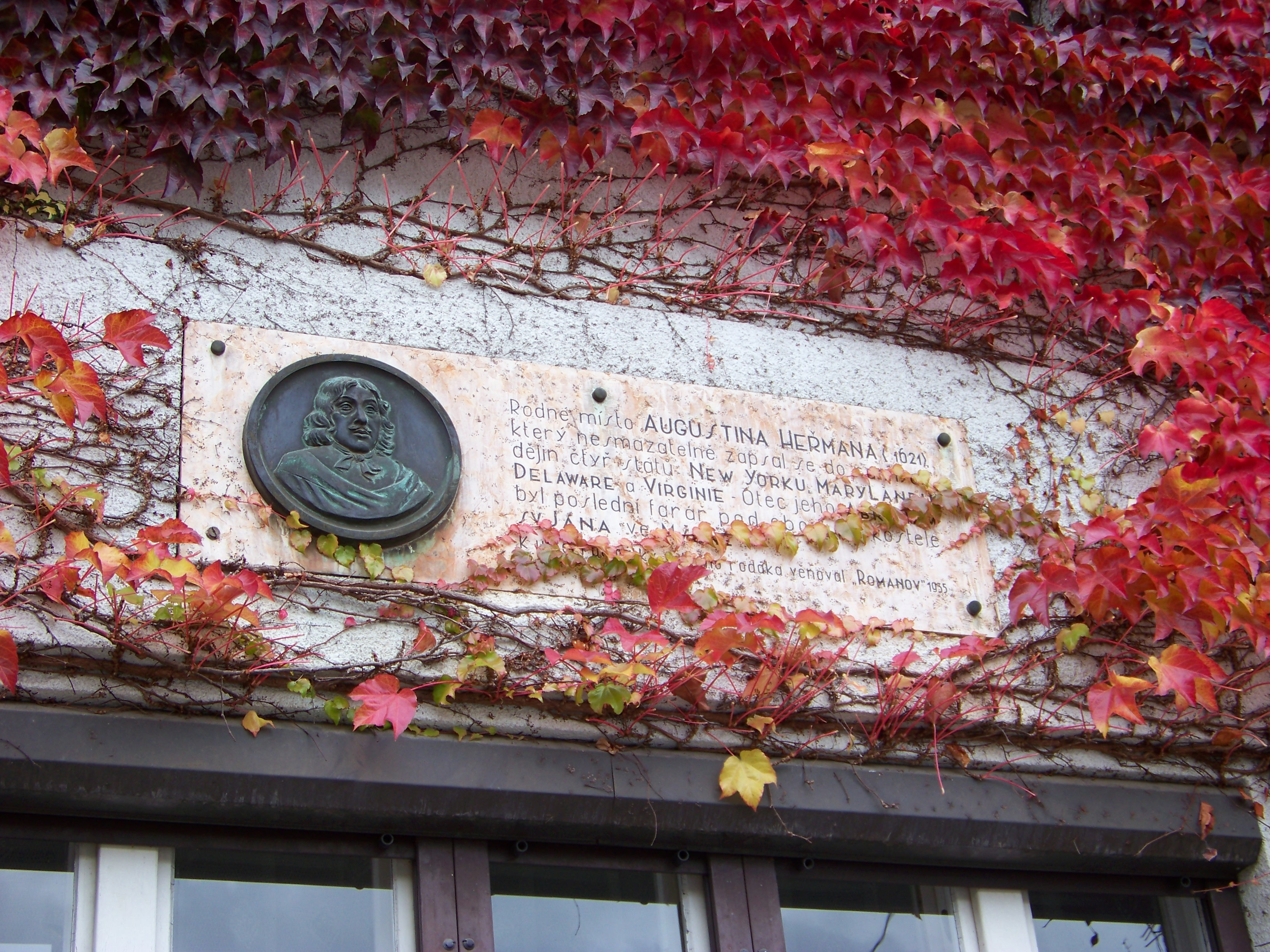
Placa en Mšeno, República Checa

Se exhibe una placa en la ciudad de Mšeno, República Checa en la calle Cinibulkova. En la placa, se hace referencia a Herman usando la ortografía checa de este nombre, Augustin Heřman.

### Hijos y nietos
- El hijo mayor de Herman, Ephraim George Herman, quien se convirtió en el segundo señor de Bohemia Manor, nació en Nueva Ámsterdam en 1652. Vivió en la ciudad de Nueva York en 1673 y estuvo en el condado de New Castle en 1676, donde en varias ocasiones fue secretario de los tribunales de los condados de New Castle y de Upland y agrimensor para los condados de Kent y de New Castle. Alrededor de 1680 se convirtió en labadista, pero se enfermó, perdió la cabeza y murió en Bohemia Manor en 1689, sobreviviendo a su padre solo tres años. Se había casado con Elizabeth van Rodenburg, quien lo sobrevivió, y posteriormente se casó con el comandante John Donaldson, miembro del consejo provincial de Pensilvania. Tuvieron cuatro hijos, pero se cree que todos los hijos de Ephraim murieron antes de llegar a la madurez, y el Señorío pasó a su hermano cuando murió.
- El segundo hijo, Casperus Augustine Herman, quien se convirtió en el tercer Lord de Bohemia Manor, nació en Nueva Ámsterdam en 1656 y murió en Bohemia Manor en 1704. Vivió en New Castle durante varios años y representó al condado de New Castle en la asamblea general de Pensilvania y los condados inferiores de 1683 a 1685. Más tarde fue miembro de la legislatura de Maryland en 1694.
- Ephraim Augustine Herman se convirtió en el cuarto señor de Bohemia Manor. Nació en St. Augustine's Manor o en el cercano condado de New Castle y murió en Bohemia Manor en 1735. Fue miembro de la legislatura de Maryland del condado de Cecil en 1715, 1716, 1728 y 1731.
- Casparus Herman, hijo de Ephraim Augustine, se convirtió en el quinto y último señor de Bohemia Manor en 1735. Murió cuatro años después sin hijos, por lo que el título se extinguió. Su hermana mayor, Mary Augustine Herman, era su heredera principal y se casó con John Lawson, quien aseguró la herencia. Eventualmente, la mayor parte de esto pasó a Richard Bassett a través de su padrastro, Peter Lawson, y su madre, Judith Thompson, nieta de Augustine Herman, el primer Lord, a través de una de sus hijas

### Toponimia
- La ruta 213 de Maryland entre Chestertown y Elkton se llama Augustine Herman Highway en su honor.[4]
- Hay dos escuelas que llevan el nombre de Bohemia Manor; Escuela secundaria Bohemia Manor y Escuela secundaria Bohemia Manor
- Augustine Beach Hotel deriva su nombre de Augustine Herman.[5]